# Josip Kuže
Josip Kuže (Vranje, 13 de noviembre de 1952-Zagreb, 16 de junio de 2013) fue un entrenador de fútbol y futbolista croata que jugaba en la demarcación de defensa.

## Biografía
Josip Kuže debutó como futbolista profesional en 1971 a los 19 años de edad con el Dinamo Zagreb, equipo en el que se retiró diez temporadas después tras conseguir una Copa de Yugoslavia y una Copa de los Balcanes. Además cosechó 14 goles en 384 partidos. Un año después de su retiro como futbolista se dedicó a la profesión de entrenador de fútbol. Entrenó al Sydney United FC, NK Marsonia, al Dinamo Zagreb juvenil, FK Borac Banja Luka, Dinamo Zagreb, FC Rot-Weiß Erfurt, 1. FSV Maguncia 05, Gamba Osaka, NK Zagreb, Chemnitzer FC, NK Inter Zaprešić, HNK Rijeka, NK Varteks Varaždin, JEF United Ichihara Chiba, Tianjin Teda. Además entrenó a dos selecciones, la de Ruanda y la de Albania.
Josip Kuže falleció el 16 de junio de 2013 a los 60 años de edad tras padecer leucemia.

## Clubes

### Como jugador
| Club          | País       | Año         | Partidos | Goles |
| ------------- | ---------- | ----------- | -------- | ----- |
| Dinamo Zagreb | Yugoslavia | 1971 - 1981 | 384      | 14    |

### Como entrenador
| Club                           | País       | Año         |
| ------------------------------ | ---------- | ----------- |
| Sydney United FC               | Australia  | 1982 - 1984 |
| NK Marsonia                    | Yugoslavia | 1985 - 1986 |
| Dinamo Zagreb (juvenil)        | Yugoslavia | 1986 - 1988 |
| FK Borac Banja Luka            | Yugoslavia | 1988 - 1989 |
| Dinamo Zagreb                  | Yugoslavia | 1989 - 1990 |
| FC Rot-Weiß Erfurt             | Alemania   | 1991 - 1992 |
| 1. FSV Maguncia 05             | Alemania   | 1992 - 1994 |
| Gamba Osaka                    | Japón      | 1996 - 1997 |
| NK Zagreb                      | Croacia    | 1998 - 1999 |
| Chemnitzer FC                  | Alemania   | 2000        |
| NK Inter Zaprešić              | Croacia    | 2003 - 2004 |
| Dinamo Zagreb                  | Croacia    | 2005 - 2006 |
| HNK Rijeka                     | Croacia    | 2007        |
| NK Varteks Varaždin            | Croacia    | 2007        |
| Selección de fútbol de Ruanda  | Ruanda     | 2007 - 2008 |
| JEF United Ichihara Chiba      | Japón      | 2008        |
| Selección de fútbol de Albania | Albania    | 2009 - 2011 |
| Tianjin Teda                   | China      | 2012        |

## Palmarés

### Como futbolista
Dinamo Zagreb
- Copa de Yugoslavia: 1980
- Copa de los Balcanes: 1976

### Como entrenador
Sydney United FC
- NSW State League Champions: 1982, 1984

FK Borac Banja Luka
- Copa de Yugoslavia: 1988

NK Inter Zaprešić
- Druga HNL: 2002/03

Dinamo Zagreb
- Prva HNL: 2006